# Levá fronta
Die Gruppierung Levá Fronta, deutsch die Linke Front beziehungsweise Linksfront (selten abgekürzt LF oder LeF), und ihre gleichnamige Zeitschrift Levá fronta, gehörten zu den bekanntesten und treibenden Kräften der vom Marxismus beeinflussten künstlerischen Avantgarde der 1920er und 1930er Jahre in der Tschechoslowakei.
Nach der Niederwerfung des Prager Frühlings versuchte 1969 eine Gruppe prosowjetischer Parteikader, eine gleichnamige linksdogmatische Gruppierung zu gründen und eine Parallele zur Levá fronta von 1929 herzustellen. Mit der Zeit wurden ihre Forderungen auch für die Führung der KPTsch zu radikal, so dass die Partei für das Ende der Gruppe sorgte.

## Avantgarde der 1920er und 1930er Jahre
Die künstlerische Avantgarde dieser Zeit in der Tschechoslowakei umfasste zahlreiche Gruppierungen und Künstler vieler Richtungen. Es gehörten dazu Gruppen wie Surealistická skupina (Surrealistische Gruppe), die von André Breton inspiriert wurde (u. a. Toyen, Jindřich Štyrský, Karel Teige, Vítězslav Nezval, Konstantin Biebl, Jaroslav Ježek u. a.), die im Bereich der Fotografie tätige Fotoskupina pěti – Fotogruppe der Fünf (František Povolný, Hugo Táborský u. a.), Devětsil (Karel Teige, Jaroslav Seifert, Vladislav Vančura, Adolf Hoffmeister, Vítězslav Nezval u. a.), Bauhaus-Anhänger (Otto Eisler u. a.), Literární skupina – Literarische Gruppe (Konstantin Biebl, Zdeněk Kalista u. a.) oder „Davisté“ um die Zeitschrift DAV (Vladimír Clementis, Daniel Okáli u. a.).

### Disput mit der Linie der kommunistischen Partei
Im Februar 1929 wurde auf dem 5. Parteitag der KPTsch Gottwald zum Generalsekretär gewählt. Nach einer langen Phase der relativen Unabhängigkeit von der Komintern wurde damit die sogenannte Bolschewisierung der Partei eingeleitet und damit auch eine neue Linie in der Kulturpolitik. Als Reaktion auf diese Unterordnung unter die Komintern kam es in den Avantgardegruppen zu Diskussionen, die später als „Generationsdiskussion“ in die Geschichte eingingen und sich der neuen Sicht auf die Entwicklung in der Sowjetunion stellten. Insbesondere wurde die anfängliche Begeisterung für die neue Zukunft, die in der marxistisch orientierten Avantgarde verwurzelt war, von einigen wenigen Personen in Frage gestellt: Als Protest gegen diese neue Linie unterschrieben sieben bekannte Künstler aus der Gruppe Devětsil das sogenannte Manifest der Sieben. Umgehend erschien auch eine Art „Antimanifest“ mehrerer Devětsil-Kollegen, die den Vorstoß der sieben verurteilten und die Linie der kommunistischen Partei unterstützten. Die sieben, sämtlich Gründungsmitglieder der Partei, wurden bereits im März 1929 aus der Partei ausgeschlossen.

## Levá fronta (1929–1938)
Auf diesem Hintergrund formierte sich 1930 eine Gruppe linksgerichteter Künstler, die Levá Fronta, die sich als Nachfolger der Gruppierung Devětsil verstand. Als Gründungsdatum gilt der 18. Oktober 1929. An diesem Tag fand eine Hauptversammlung der (vor allem) Mitglieder von Devětsil, in der einige Grunddokumente wie die programmatische Erklärung der neuen Vereinigung beschlossen wurden. Die treibenden Mitglieder waren Stanislav K. Neumann, Karel Teige, Vítězslav Nezval, Bedřich Václavek, E. F. Burian, Vilém Závada, František Halas und andere. Der gewählte Name Levá fronta war eine Anlehnung an die linke Front in der Sowjetunion, die LEF.
Relativ schnell folgten Gründungen der Gruppierung in anderen Städten, zuerst in Brünn (einer Quelle zufolge wohl bereits am 5. Dezember 1929, initiiert u. a. durch Bedřich Václavek, Jan Krejčí, Jindřich Honzl a E. F. Burian); weitere lokale Vereine entstanden 1931 in Boskovice, Žilina, Užhorod, Hradec Králové und Ostrava.
Es entstanden bald Arbeitssektionen, die sich auf verschiedene Fachgebiete spezialisierten: die Literatursektion, die vermutlich die bedeutendste war, Ärzte, Philosophie, Soziologie, Ökonomie. 1931 entstand Filmová a fotografická skupina (Gruppe Film-Foto, bekannt auch als „fi-fo“), angeregt durch den Filmhistoriker Lubomír Linhart (der zu ihrem Sprecher wurde). Besonders aktiv waren die Architekten, die eine eigene Sektion gründeten – Architektonická sekce Levé fronty (AsLeF, die Architektonische Sektion der LeF), initiiert durch Karel Teige u. a.:27 (Fn. 63) (ähnlich der Gruppe Architekti Devětsilu, ARDEV, Architekten des Devětsil).:12 (Fn. 2) Während in der Lyrik die Orientierung auf den Poetismus, später immer stärker begleitet durch epische Elemente, überwog, ließen sich die aktiven Kräfte der Architektur-Sektion zuerst durch den Purismus (insbesondere von Le Corbusier) beeinflussen, um später zu Protagonisten des Funktionalismus und vor allem des Konstruktivismus zu werden.
In ihrer programmatischen Erklärung beschrieb Levá fronta ihre Ziele: sie wollte sozialistische Kultur propagieren und eine Zusammenarbeit zwischen der fortschrittlichen Intelligenz und der Arbeiterklasse fördern. Ferner hielt die Erklärung fest, die Gruppierung sei unpolitisch und an keine politische Partei gebunden; zunehmend verwandelte sich Levá fronta oder zumindest einige Teile von ihr in eine Vereinigung mit politischen und kulturpolitischen Zielen und es wurde ihr in zahlreichen Abhandlungen die Zusammenarbeit mit der kommunistischen Partei bescheinigt; dies galt vor allem dem Flügel um Gustav Breitenfeld.
Einige Architekten besuchten die Sowjetunion (wie Karel Teige) oder lebten und arbeiteten sogar dort (wie Jaromír Krejcar). Trotzdem nahm die tschechische Avantgarde der Levá fronta die Abkehr vom Konstruktivismus zugunsten des Klassizismus, wie es Anfang der 1930er Jahre in der Sowjetunion geschah, erst mit einer kleinen Verspätung wahr. Das Ende des sowjetischen Klassizismus war für sie auch deshalb besonders schmerzlich, weil ihr Glaube, eine moderne Architektur könne sich nur in einem den Sozialismus aufbauenden Land entwickeln, jäh zerstört wurde. Die Verdrängung der progressiven Elemente der Architektur wie dann insbesondere auch die immer beunruhigenderen Informationen über die Stalinschen Säuberungen desillusionierten schließlich die meisten Anhänger der Levá fronta; nach zwei Jahren beruflicher Tätigkeit verließ Krejcar überhastet die Sowjetunion. Auch andere wie Karel Teige waren durch die Entwicklung sehr enttäuscht.:34 (Fn. 88f.)

## Zeitschriften und Veröffentlichungen der Levá Fronta
Die Gruppierung Levá Fronta war auch publizistisch aktiv. Sie gab die gleichnamige Zeitschrift Levá fronta heraus. In Prag erschien sie von 1930 bis 1933, der Chefredakteur war S. K. Neumann. Sie erschien auch in Brünn (1931), außerdem gab die lokale Gruppe in Ostrava ihre eigene Zeitschrift Kampaň heraus. Die Zeitschrift widmete viel Platz der Frage des Marxismus, insbesondere unter dem Gesichtspunkt des immer wichtiger werdenden Kampfes gegen den Faschismus.
Im Verlag Levá fronta erschienen etliche Veröffentlichungen und Bücher, beispielsweise Engels’ Studie Wohnungsfrage (1932), Miljutins Sozgorod (1931), Teiges Die rechte und die linke Architektur.

## Levá fronta 1969–1970
Am 20. Dezember 1969, bereits während der angelaufenen sogenannten Normalisierung in der Tschechoslowakei nach der gewaltsamen Beendigung des Prager Frühlings, kam es zum Wiederaufleben orthodox-konservativer, prosowjetischer Kräfte, deren Einfluss während des Prager Frühlings unterbrochen worden war. Beispielsweise waren die Unterzeichner des sog. Einladungsbriefs innerhalb der Partei wieder sehr aktiv, auch die ultralinke Gruppe um den Parteifunktionär Josef Jodas versuchte, die Abrechnung mit den liberalen Kräften zu beschleunigen. Die Neugründung der Levá fronta war ein Versuch dogmatischer Stalinisten, die Säuberungen in der Partei und in der Gesellschaft zu beschleunigen. Sie versuchten dabei den Eindruck zu erwecken, sie könnten auf eine lange Tradition bauen. Zu den aktivsten Mitgliedern zählten z. B. Vilém Nový, Karel Mestek, Emanuel Famíra und Soňa Penningerová, die führende Rolle fiel Jaromír Hrbek zu, der kurzfristig Bildungsminister in der tschechischen Regierung Stanislav Rázl und Regierung Josef Kempný und Josef Korčák war. Ihre Beurteilung in der späteren Literatur ging von „stumpf rigide und orthodoxe Stalinisten“ über „ultralinke Sektierer“ bis hin zu „Dogmatikern, deren geistiger Horizont in den 1950er Jahren stecken geblieben ist“.
Auf ihrer ideologischen Konferenz am 3./4. Oktober 1970 haben sie die Situation derart überspitzt geschildert, so dass sie indirekt die damalige Parteiführung um Gustáv Husák, die sich bereits mit den Sowjets arrangierte, des Versagens bei der Bekämpfung des Revisionismus beschuldigten, wobei einzig Hrbeks Levá fronta (nicht die KPTsch) in der Lage war, dem ein Ende zu bereiten. Sein Programm und Ausfälle war auch für die KPTsch-Führung zu weit gegangen. Sie missbilligte die Beschlüsse der ideologischen Konferenz, verbot, das Material der Levá fronta zu veröffentlichen. Im Juli 1971 verlor dann Hrbek seine Ministerfunktion, wodurch dann die Levá fronta als politische Kraft unterging.